# Ulica Nowy Zjazd w Warszawie

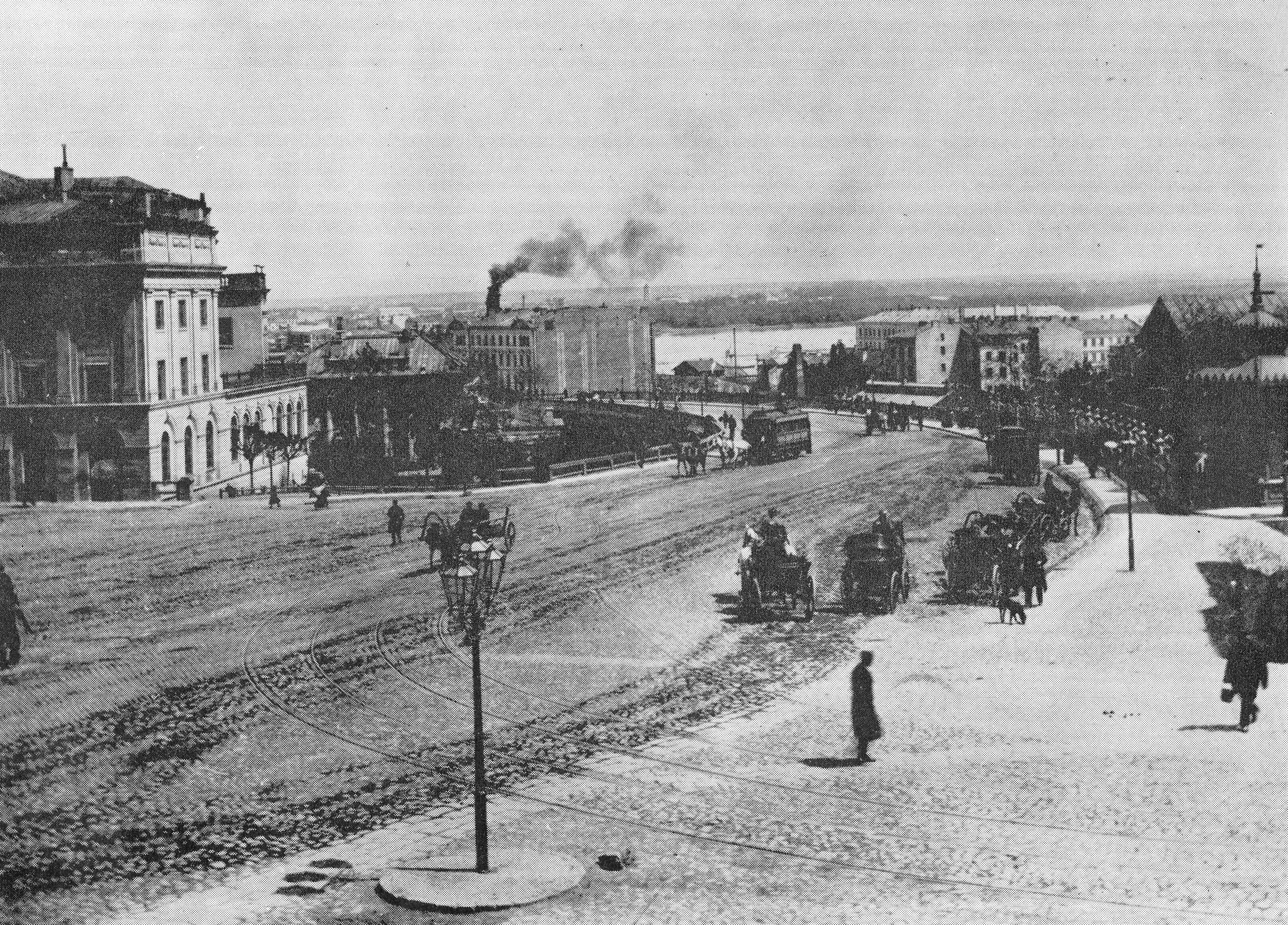
Nowy Zjazd ok. 1891

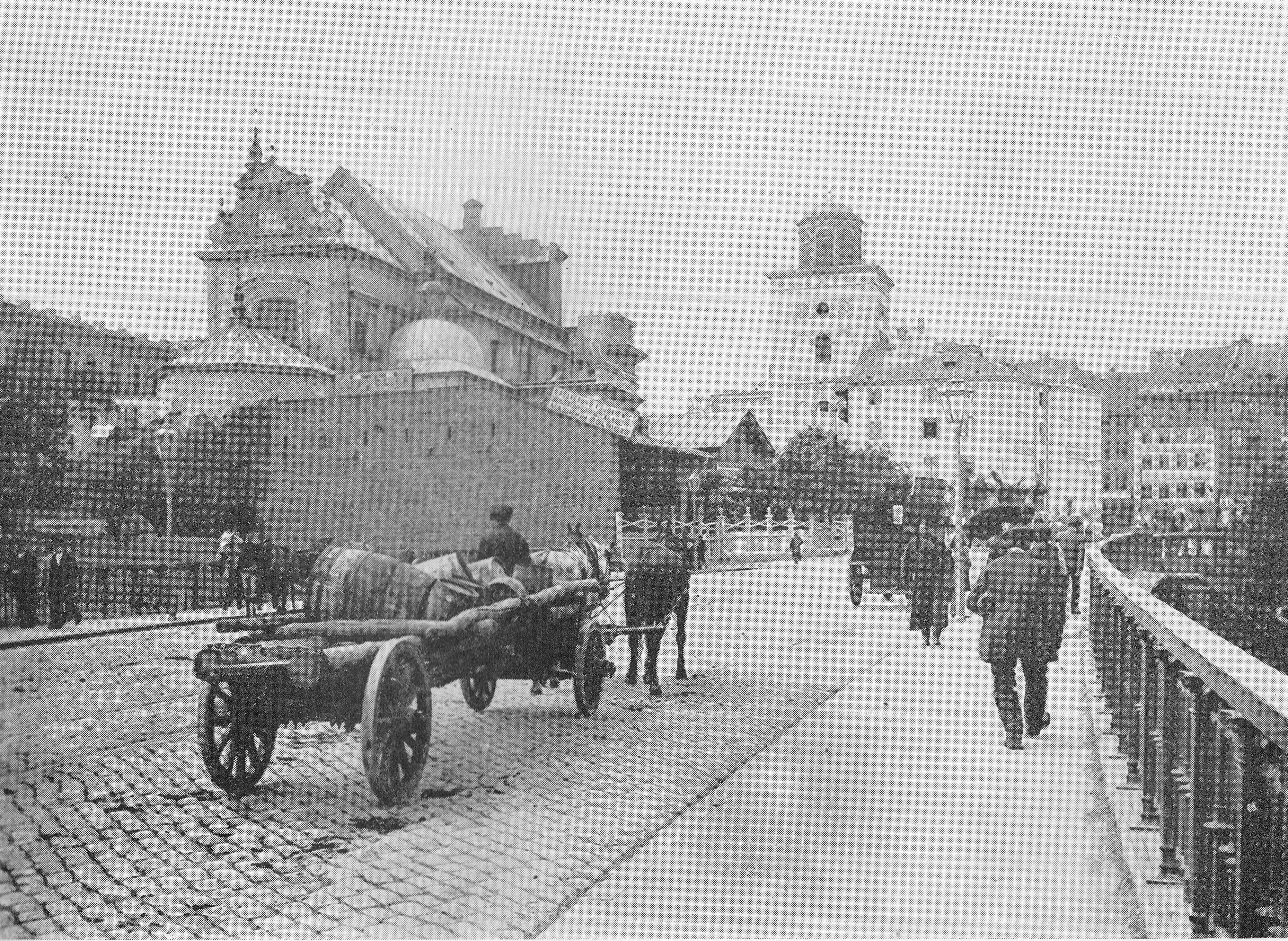
Nowy Zjazd, widok w kierunku placu Zamkowego ok. 1892

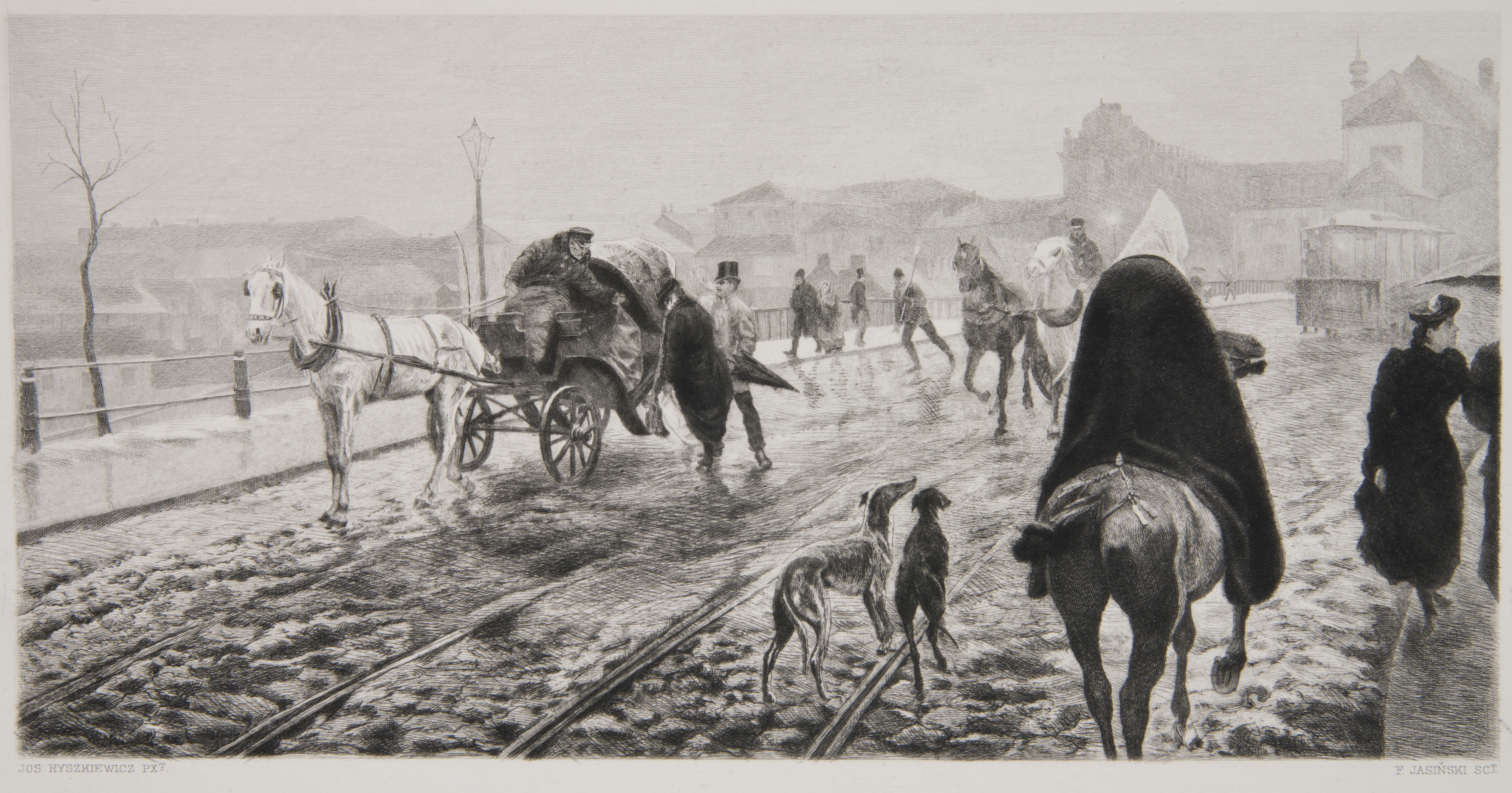
Ulica Nowy Zjazd w Warszawie w słotny dzień, Feliks Jasieński (1893)

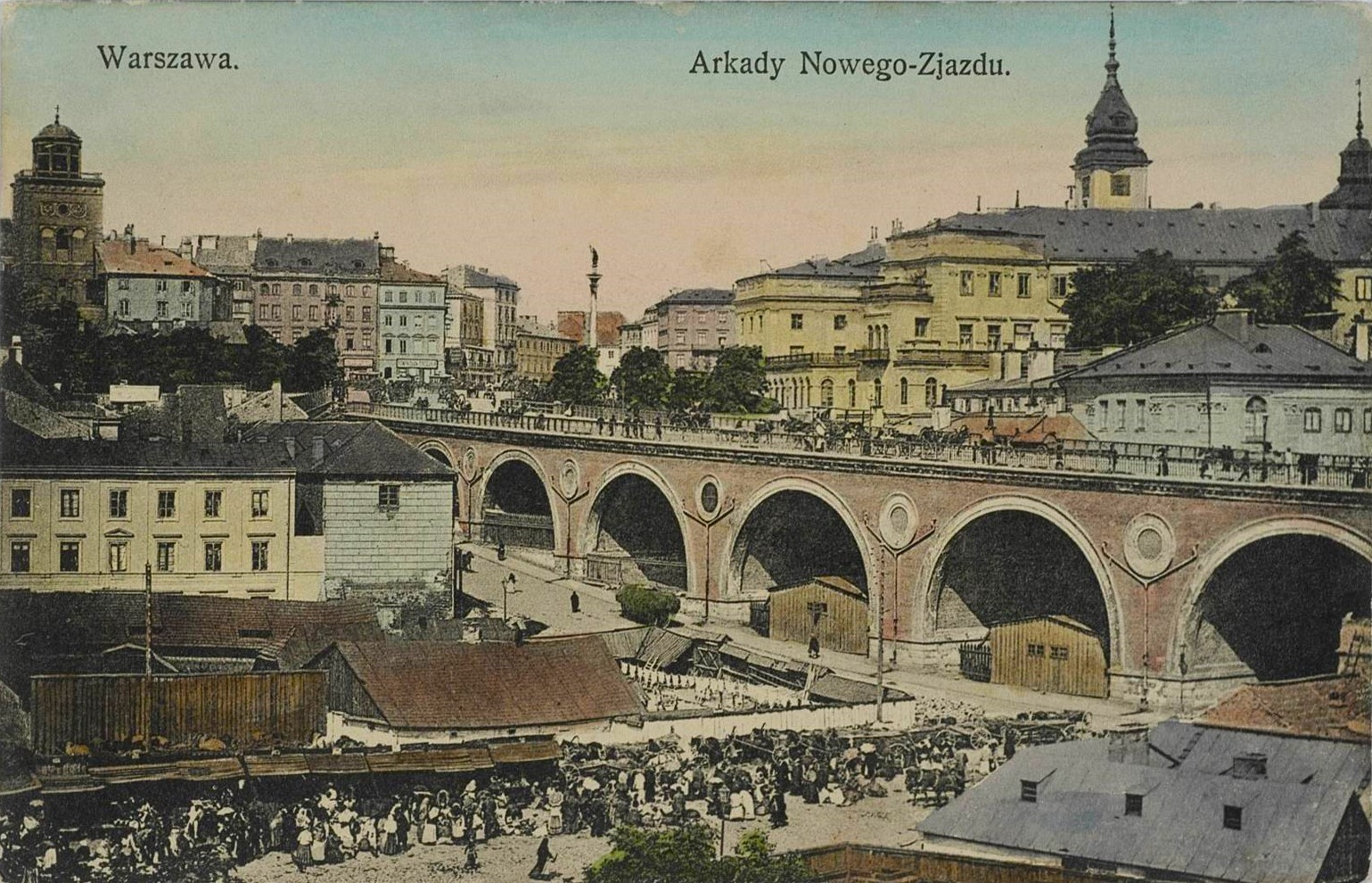
Arkady Nowego Zjazdu przed I wojną światową

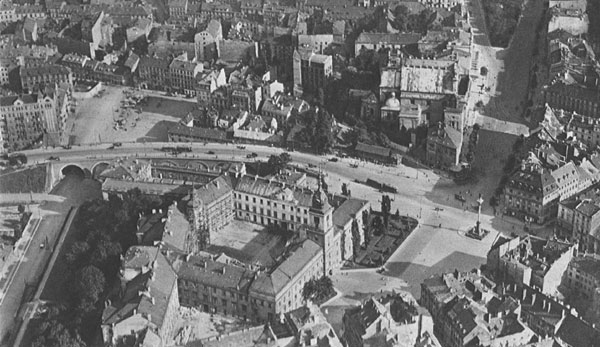
Przedwojenne zdjęcie lotnicze Nowego Zjazdu (od placu Zamkowego do Wiaduktu Pancera). W centrum na dole widoczny jest Zamek Królewski; po lewej stronie, za Wiaduktem Pancera, widoczna jest wielka kamienica przy Nowym Zjeździe 7, około roku 1920

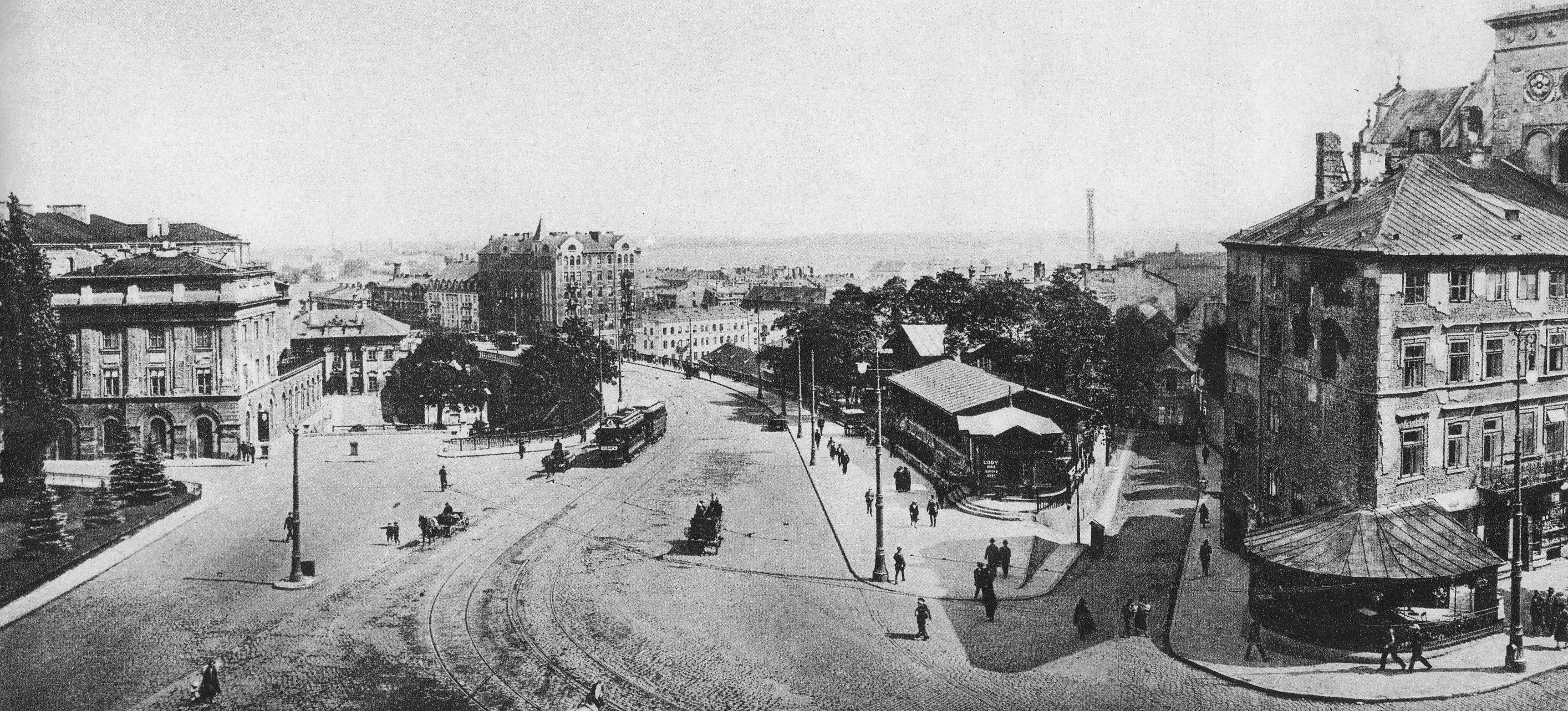
Nowy Zjazd w latach 20. XX wieku (główna ulica w centrum zdjęcia). Z prawej strony widoczny jest pawilon gastronomiczny między ulicami Nowy Zjazd i Mariensztat, w oddali – wielka kamienica Nowy Zjazd 7

Ulica Nowy Zjazd w Warszawie – dwie jednokierunkowe uliczki stanowiące południową część węzła komunikacyjnego Wisłostrady i Trasy W-Z, umożliwiające wjazd na most Śląsko-Dąbrowski z Wisłostrady i zjazd z Trasy W-Z do ulicy Dobrej i na Wisłostradę:
- jednokierunkowy (w kierunku wiaduktu mostu), ślimakowy wjazd z Wybrzeża Kościuszkowskiego na wiadukt mostu Śląsko-Dąbrowskiego w kierunku Pragi, wokół Wojewódzkiego Centrum Stomatologii (Nowy Zjazd 1 – jedyny budynek przy tej ulicy) oraz terenu zielonego należącego do Mazowieckiej Spółki Gazownictwa Sp. z o.o. (ślimak ten znajduje się w miejscu, gdzie znajdowały się posesje o adresach Nowy Zjazd 3 i 5), na całym odcinku jest brukowany, oraz
- jednokierunkowa (w kierunku Wisły) uliczka o długości ok. 380 m, prowadząca od Wybrzeża Kościuszkowskiego, wspinająca się ku al. „Solidarności” między Mariensztatem a ślimakiem na wiadukt Mostu Śląsko-Dąbrowskiego i wpadająca do niej tuż przed tunelem Trasy W-Z (przebieg przedstawiono zgodnie z oryginalną, rosnącą numeracją domów, „pod prąd” organizacji ruchu). Na odcinku od ul. Dobrej do al. Solidarności jest brukowana.

## Historia
W latach 1844–1846 wybudowano wiadukt do planowanego mostu stałego przez Wisłę. Wiadukt ten nazwano Nowym Zjazdem, a zwyczajowo był nazywany wiaduktem Pancera (od nazwiska jego projektanta Feliksa Pancera). Ulica biegnąca ku wiaduktowi odchodziła od placu Zamkowego między pałacem Pod Blachą a kościołem św. Anny (przed wybudowaniem ulicy wyburzono m.in. zabytkowy kościół i klasztor Bernardynek z 1. połowy XVII wieku, stojące przy placu Zamkowym). W tym samym miejscu odchodziły z placu Zamkowego mniejsze uliczki, m.in. Źródłowa i Maryensztadt. Murowana estakada wiaduktu została wbudowana w poszerzoną ulicę Grodzką, a dalej szła nasypem ziemnym. Nasyp ten obniżał się ku Wiśle i tuż przed nią zakręcał w prawo, umożliwiając zjazd „ślimakiem” do ul. Dobrej. Na budowę Nowego Zjazdu miasto zaciągnęło pożyczkę w wysokości 1,2 mln rubli. Po otwarciu mostu Aleksandrowskiego (zwanego nieoficjalnie mostem Kierbedzia) w 1864 roku, Nowy Zjazd stał się główną arterią łączącą centrum Warszawy z Pragą.
W roku 1907 wiadukt Pancera zmodernizowano dla potrzeb obsługi tramwajów elektrycznych, które pojechały nim z placu Zamkowego niecały rok później.
W roku 1944 Niemcy wysadzili w powietrze Wiadukt Pancera i spalili lub zburzyli prawie wszystkie budynki przy ulicy (2, 3, 4, 5, 6 i 7). Ich pozostałości zostały rozebrane przy realizacji projektu budowy osiedla Mariensztat w 1949 roku. Dziś uliczka jest boczną uliczką łączącą Wybrzeże Kościuszkowskie z Trasą W-Z. Na terenie jej przedwojennej, nieparzystej pierzei znajduje się (poza zachowanym budynkiem pod numerem 1) ta jej część, która jest ślimakiem umożliwiającym wjazd z Wybrzeża Kościuszkowskiego na Trasę W-Z w kierunku Pragi.

## Numeracja
W latach 1844–1944 ulica Nowy Zjazd miała kształt litery „J”, między ul. Dobrą (dolny koniec litery) a Placem Zamkowym (górny koniec). Jej długi, prosty odcinek szedł wiaduktem i nasypem Pancera, stając się w 1864 roku częścią arterii prowadzącej z Placu Zamkowego przez most Kierbedzia na Pragę. Ponieważ większa część ulicy oddalała się od Wisły, wytyczając ulicę postanowiono – zgodnie z ogólną zasadą obowiązującą w Warszawie – że początek jej numeracji będzie przy ul. Dobrej, a koniec – przy placu Zamkowym. Stąd domy o parzystych numerach były budowane po jej prawej stronie (zaczynały się przy ul. Dobrej i były to jedyne trzy budynki o parzystych numerach przy tej ulicy, między ul. Dobrą a Wisłą), a domy o nieparzystych numerach – po jej lewej stronie (wszystkie 4 znajdowały się już na prostym odcinku pnącym się od Wisły do placu Zamkowego).

## Obiekty

### Strona nieparzysta
Wzdłuż wiaduktu i nasypu Pancera wybudowano 4 kamienice:

#### Nowy Zjazd 1 – gmach łaźni parowych Michaiła Żdanowicza

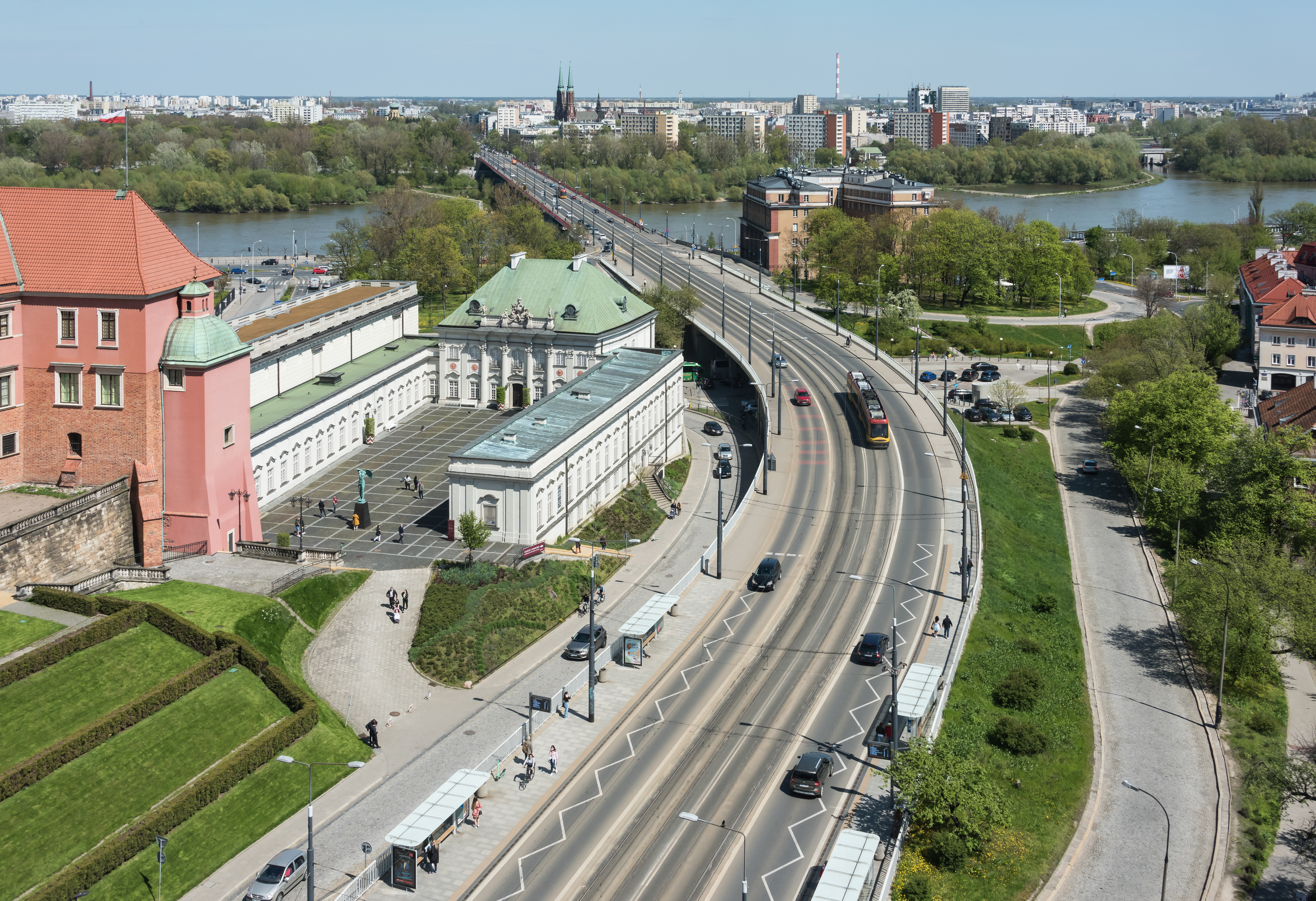
Ulica (po prawej) z widocznym budynkiem Mazowieckiego Centrum Stomatologii (nr 1)

Tam, gdzie obecnie jest pętla ślimaka, wybudowano w latach 1867–1868 – na planie podkowy otwartej ku zachodowi – trzypiętrowy budynek łaźni parowej Michaiła I. Żdanowicza. Był to największy wtedy gmach łaźni w Warszawie. Wewnątrz podkowy znajdowała się kotłownia z wysokim kominem widocznym na wielu przedwojennych zdjęciach okolicy. W 1872 roku przedsiębiorstwo właściciela przekształcono w Towarzystwo Akcyjne Łaźni Parowej w Warszawie, które działało co najmniej do 1917 roku.
W latach 1926–1928 gruntownie zmodernizowano i podwyższono budynek o trzy kondygnacje dla Towarzystwa Budowy i Eksploatacji Domów. Był to wtedy największy w Warszawie budynek biurowo-mieszkalny. W tym okresie mieściły się tu m.in. biura fabryki Schichta (przekształconej w Schicht-Lever S.A.) – produkującej w zakładach przy ul. Szwedzkiej m.in. proszek do prania „Radion”. W dwudziestoleciu międzywojennym budynek słynął z umieszczonej na nim ogromnej reklamy mydła „Jeleń” Schichta. 
W latach 1926–1930 w budynku mieściło się krajowe biuro Towarzystwa Strażnica oraz sala zebrań warszawskiego zboru Badaczy Pisma Świętego.
W latach 30. XX wieku w budynku tym mieściła się również Komenda Powiatowa Policji Państwowej.
Od 1931 roku w budynku mieściło się Muzeum Kolejowe, wynajęto w nim na ten cel 20 pomieszczeń. Na powierzchni około 900 m², w 19 działach zaprezentowano dokumenty, fotografie, książki, wiele modeli i makiet. 15 grudnia 1938 roku Muzeum Kolejowe przekształcono w Muzeum Komunikacji, wzbogacając jego ekspozycje o dwa działy: dróg kołowych i dróg wodnych. Do 1939 roku Muzeum zgromadziło ponad 4 tysiące eksponatów, w tym blisko 400 modeli, 250 tablic i wykresów, ponad 550 fotografii oraz 8 tysięcy książek. Nieprzystosowany do tego typu działalności budynek nie pozwalał na eksponowanie większych i cięższych maszyn i urządzeń, które gromadzono w magazynach dworcowych. Dlatego w planach przewidywano budowę docelowej siedziby w miejscu obecnego Stadionu Narodowego. W 1940 roku zbiory muzeum zostały usunięte z budynku i po kilku przeprowadzkach trafiły do budynków Dworca Wileńskiego, gdzie spłonęły w wyniku radzieckiego nalotu.
W czasie wojny mieścił się tu posterunek granatowej policji i przez pewien czas niemiecki szpital polowy. W czasie powstania warszawskiego budynek był ważnym punktem niemieckiego oporu i Polacy nigdy go nie zdobyli. 
Po wojnie wieloletnim użytkownikiem budynku była Centralna Rada Związków Zawodowych, a od lat 90. XX wieku mieści się w nim Wojewódzkie Centrum Stomatologii SPZOZ. W wyniku remontu przeprowadzonego w latach 2005–2007 zniszczono wiele oryginalnych elementów wystroju wnętrz (m.in. wystrój głównej klatki schodowej). 
Podwórze od strony zachodniej ograniczone jest parterowym budynkiem podstacji elektrycznej.

#### Nowy Zjazd 3 – nieistniejąca kamienica Binkowskiej

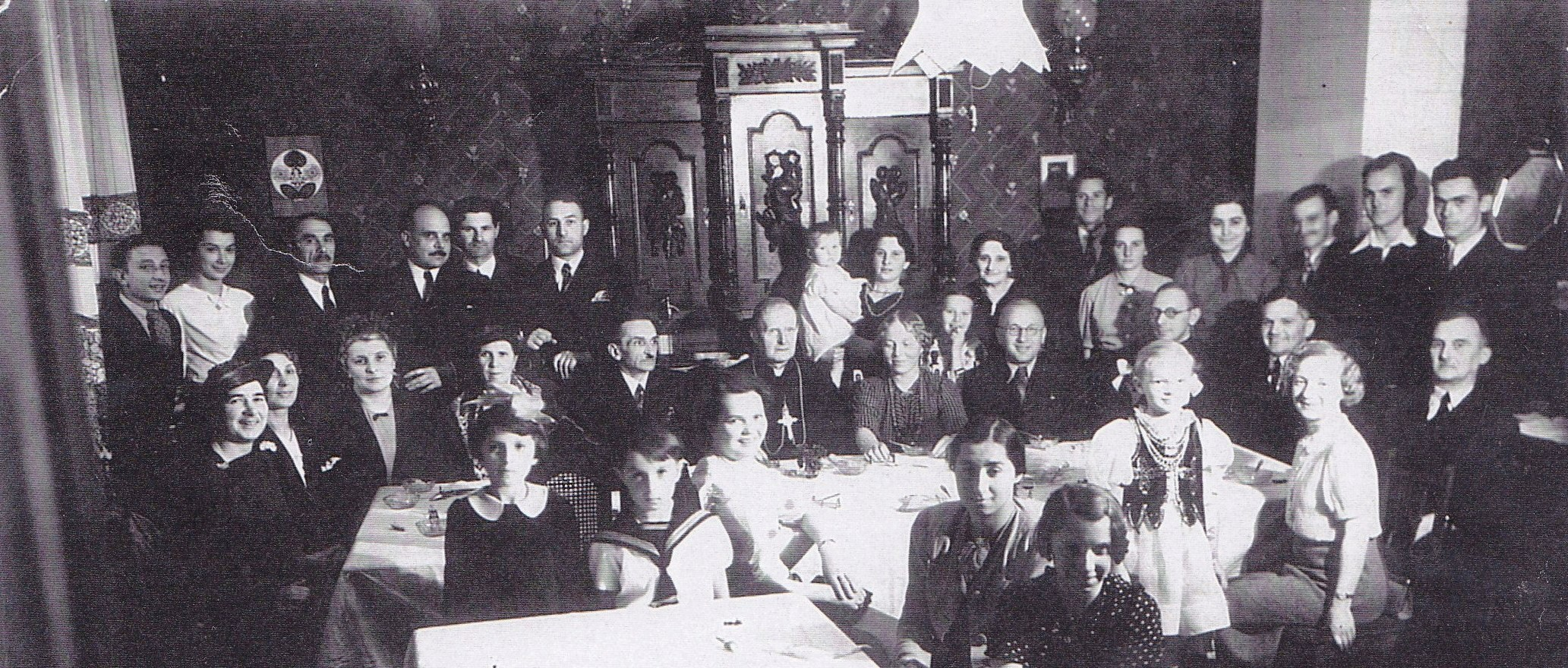
Uroczystość po chrzcie Katarzyny Piskorskiej w 1938 roku w mieszkaniu przy ul. Nowy Zjazd 3. Stoją m.in. Leonard Piskorski (3. od lewej), Przemysław Podgórski (4.), Aleksander Kamiński (5.), Tomasz Piskorski (6.), Katarzyna Piskorska (7., na rękach matki, Marii Piskorskiej, 8.), Anna Piskorska (9., dziecko), Anna Podgórska (10.), Zuzanna Dieuleveut Kaulek (13.), Witold Podgórski (14.), Kazimierz Cetnarowicz (15., drugi od prawej). W centrum siedzi sufragan warszawski Antoni Szlagowski, na lewo od niego siedzi Lucjan Kaulek, najbardziej na lewo siedzi Urszula Niepokojczycka, na prawo od Antoniego Szlagowskiego siedzą Wanda Gentil-Tippenhauer (matka chrzestna), Kazimierz Gorzkowski (ojciec chrzestny) i Jan Mauersberger. Przed Antonim Szlagowskim siedzi bokiem Janina Jurkiewicz.

W sąsiedztwie łaźni w latach 1881–1882 wybudowano pięciopiętrową (pierwszą tej wysokości w Warszawie) kamienicę Binkowskiej. Bliskość nasypu Pancera wymusiła dużą wysokość i nietypowe rozwiązania: dolna część kamienicy miała niski standard (małe mieszkania i wejście u stóp nasypu), natomiast część górna zawierała duże, komfortowe mieszkania. Fasada budynku była jedenastoosiowa z parą skrajnych dwuosiowych ryzalitów pozornych. 
W dwudziestoleciu międzywojennym – przed oddaniem nowoczesnego gmachu sądów przy ulicy Leszno (obecnie Aleja „Solidarności”) w 1939 roku – trzecie piętro budynku (wprost z mostku) zaadaptowano na pomieszczenia Oddziału III karnego sądu grodzkiego. W dolnej części budynku znajdowały się małe mieszkania.
Natomiast 2 piętra górnej części kamienicy zajmowała rodzina potomków Wacława Piskorskiego, starszego cechu białoskórników w Warszawie:
- Tomasz Piskorski (1898–1940) z żoną Marią Piskorską (1906–1980) i córkami: Anną (1929–1983) i Katarzyną (1937–2010)
- Jean Lucien Dieuleveut-Kaulek (1879–1941) z żoną Łucją (1886–1935, córką Wacława) i dziećmi: Rene i Zuzanną (późniejszą żoną Stanisława Araszkiewicza). Jean Lucien Dieuleveut-Kaulek był nauczycielem języka francuskiego Romaina Gary'ego i uczył go w tym domu, o czym Gary pisze w książce Obietnica poranka (La promesse de l'aube), 1960, wydanie polskie w 1964 roku[7].

Budynek został doszczętnie spalony w czasie powstania warszawskiego (3 sierpnia 1944 roku), a jego ruiny rozebrano po wojnie.
Na tyłach posesji 3, 5 i 7 biegła ulica Białoskórnicza, wzdłuż której od XVIII wieku działały zakłady białoskórnicze, a wśród nich największy – zakład, początkowo Augusta Piskorskiego (od 1844 roku), później Wacława, a wreszcie Leonarda Piskorskiego (do 1944 roku), co upamiętnia tablica przy ulicy Białoskórniczej, będącej obecnie chodnikiem biegnącym przy ul. Nowy Zjazd, między rynkiem mariensztackim a ul. Dobrą.

#### Nowy Zjazd 5 – nieistniejący Dom Profesorów
W 1914 roku rozpoczęto prace nad budynkiem numer 5 – kamienicy Trachtenbergów, jednak w związku z wybuchem I wojny światowej prace te zostały wstrzymane, mimo że szkielet kamienicy już powstał. Szkielet ten wykorzystano w latach 1924–1925 do wybudowania „Domu Profesorów” zrzeszonych w Spółdzielczym Stowarzyszeniu Mieszkaniowym Profesorów Uniwersytetu Józefa Piłsudskiego w Warszawie – Kooperatywy Budowlanej „Siedziba” według projektu Konstantego Sylwina Jakimowicza lub Kazimierza Tołłoczki (według Jarosława Zielińskiego). Była to 5-piętrowa kamienica o jedenastoosiowej fasadzie. Podobnie jak w sąsiednich budynkach – na wysokości jego 3. piętra przerzucono doń mostek ze szczytu wiaduktu. Cały budynek liczył 20 dużych mieszkań o 106 izbach i łącznej kubaturze 12 tysięcy m³. Koszt budowy domu oszacowano w 1922 roku na 600 milionów marek.
W domu tym mieszkali m.in.:

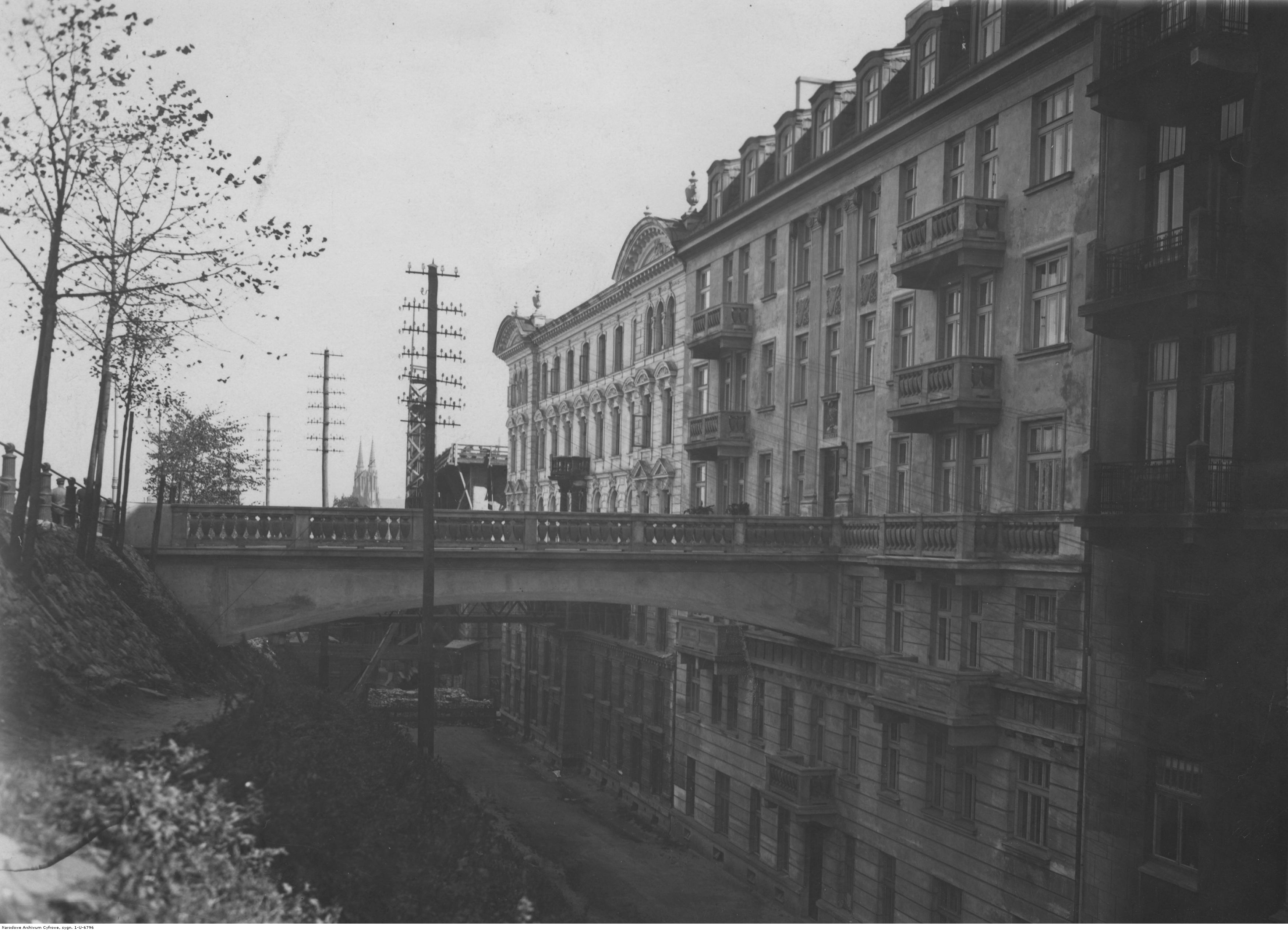
Fragment pierzei Nowego Zjazdu w Warszawie w latach 1926–1928: od prawej: fragment kamienicy przy ul. Nowy Zjazd 7, dalej Nowy Zjazd 5 (z mostkiem), Nowy Zjazd 3, dalej widoczny budynek Nowy Zjazd 1 w trakcie nadbudowy, na horyzoncie widoczne są wieże kościoła św. Floriana przy placu Weteranów. (Ze zbiorów NAC)

- prof. Włodzimierz Antoniewicz – archeolog, rektor Uniwersytetu Warszawskiego (UW) w latach 1936–1939
- prof. Stanisław Arnold – historyk, członek PAN
- prof. Wacław Baehr – biolog, kandydat do nagrody Nobla
- prof. Stefan Baley – psycholog
- prof. Tadeusz Brzeski – ekonomista, rektor UW w latach 1929–1930
- prof. Jan Gordziałkowski – dziekan Wydziału Weterynaryjnego UW
- prof. Ignacy Koschembahr-Łyskowski – prawnik, rektor UW w latach 1923–1924
- ks. prof. Zygmunt Kozubski – teolog
- prof. Kazimierz Feliks Kumaniecki – filolog, członek PAN
- ks. prof. Wincenty Kwiatkowski – apologetyk
- prof. Borys Łapicki – historyk prawa
- prof. Zygmunt Łempicki – filolog, kierownik katedry literatury i języka niemieckiego UW
- prof. Józef Rafacz – prawnik
- prof. Wacław Roszkowski – zoolog
- ks. prof. Karol Serini – kierownik Katedry Teologii Systematycznej na Fakultecie Teologii Ewangelickiej UW
- prof. Andrzej Tretiak – filolog
- prof. Eugeniusz Wajgiel – lekarz, wiceprezes Naczelnej Izby Lekarskiej
- prof. Tadeusz Wałek-Czernecki – historyk starożytności
- prof. Bohdan Wasiutyński – prawnik.

W kamienicy Stowarzyszenia przy Nowym Zjeździe 5 spędził dzieciństwo m.in. Andrzej Łapicki, który tak o niej opowiadał: 

Niezwykły to był dom, z którego byłem dumny. Z wiaduktu Pancera szło się mostkiem do domu na wysokości trzeciego piętra. Mieszkaliśmy na trzecim, a właściwie na parterze. Myślę, że te mostki, galeryjki wywołały u mnie lęk przestrzeni, który mam do dziś. W domu mieszkały same sławy uniwersyteckie. Profesorowie: Tretiak, Łempicki, Weigel i słynny prawnik Koschembahr-Łyskowski. Zawsze mnie zaczepiał i boleśnie szczypał w ucho. Miał twarz starego puchacza. Z niewiadomych przyczyn mówił o moim ojcu, który był wtedy adiunktem i prowadził za niego wykłady – „Mój zięć”.

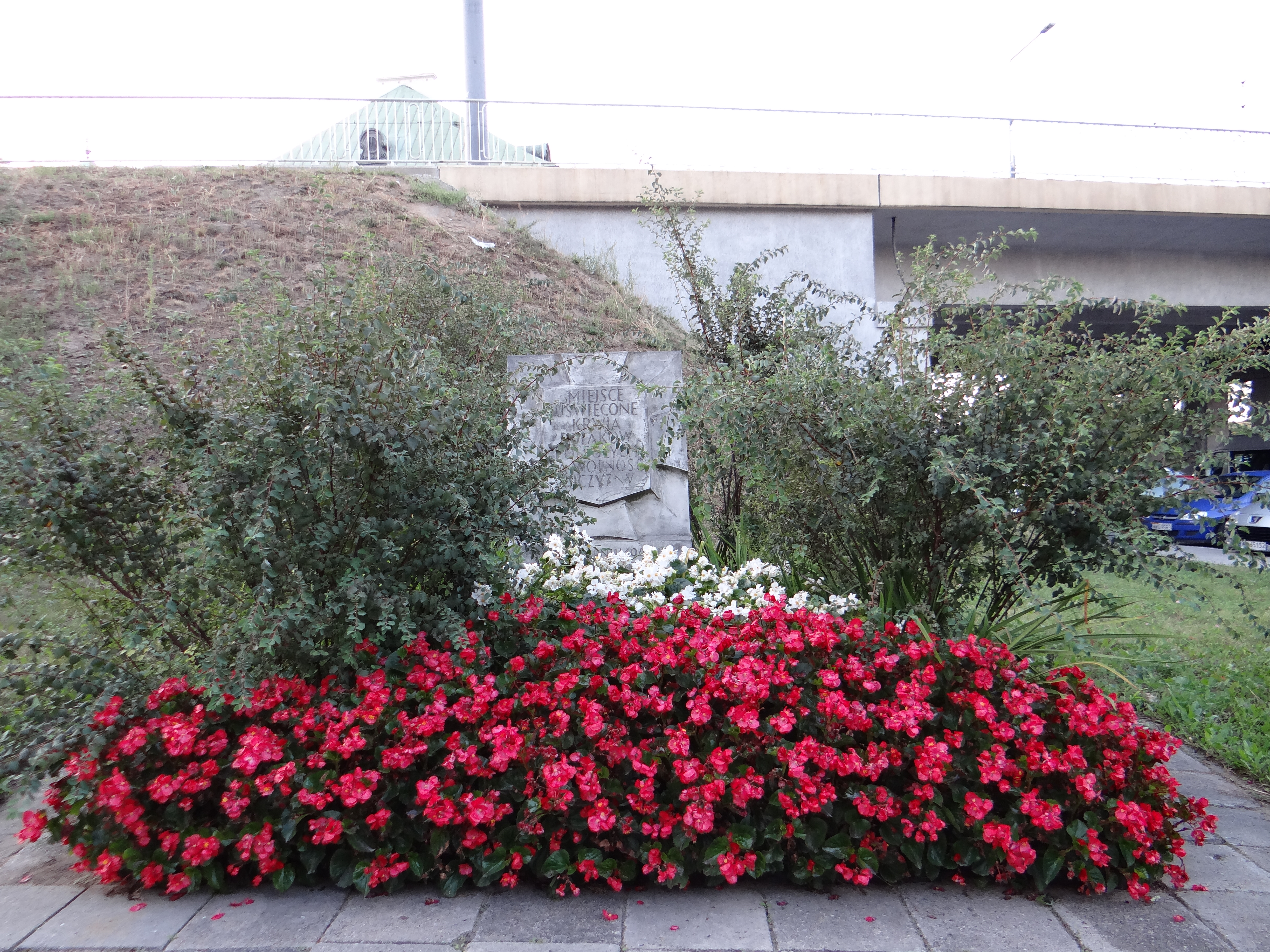
Tablica upamiętniająca rozstrzelanie 15 Polaków 3 sierpnia 1944 roku

W dniu 3 sierpnia 1944 roku żołnierze niemieccy zamordowali ok. 15 mężczyzn, mieszkańców Domu Profesorów – w tym profesorów Uniwersytetu Warszawskiego: Wacława Roszkowskiego (który zginął na miejscu w wyniku wybuchu granatu wrzuconego przez wchodzących Niemców), Józefa Rafacza, Andrzeja Tretiaka i Eugeniusza Wajgla (mężczyźni zostali rozstrzelani na podwórzu domu Nowy Zjazd 1 albo na ulicy Dobrej). Wydarzeniu temu poświęcona jest wolnostojąca tablica pamiątkowa, na której umieszczono napis: Miejsce uświęcone krwią Polaków poległych za wolność ojczyzny. Tu w sierpniu 1944 r. hitlerowcy rozstrzelali 15 osób.
W tym dniu budynek został podpalony i obrzucony granatami. Mostek oraz mury zewnętrzne zachowały się w dość dobrym stanie, ale większość drewnianych stropów uległa spaleniu. Oficyny przetrwały w nieco lepszym stanie dzięki użytym przy ich budowie stropom Kleina.
W 1947 roku wydano wstępne pozwolenie na odbudowę kamienicy pod warunkiem obniżenia jej o dwie kondygnacje, ale w związku ze zmianą koncepcji dotyczącej budowy trasy W-Z ruiny zostały rozebrane w drugiej połowie 1948 roku.

#### Nowy Zjazd 7 – nieistniejąca kamienica Taubenhausa
U zbiegu z ulicą Garbarską (przy rynku mariensztackim) w latach 1910–1911 wzniesiono ogromną kamienicę Matiasa Taubenhausa. W momencie budowy była to najwyższa kamienica w Warszawie: miała 9 pięter. Została zaprojektowana najprawdopodobniej przez Henryka Stifelmana i Stanisława Weissa. Projekt powtarzał rozwiązania z kamienicy pod numerem 3 (np. mostek łączący kamienicę z wiaduktem na wysokości 3. piętra). Budową tego „niebotyku” kierowali inżynierowie Próchniewski i Reinberg. W okresie międzywojennym usunięto wieżyczkę wieńczącą jedną z osi budynku od strony Nowego Zjazdu. Dach budynku został spalony w czasie powstania warszawskiego, mury zewnętrzne i większość stropów przetrwała. Mimo że kamienica nadawała się do szybkiej odbudowy, na początku 1949 roku, w związku z budową trasy W-Z, została rozebrana jako niepasująca do koncepcji nowego Mariensztatu.

Andrzej Łapicki w swoich wspomnieniach tak opisuje nieparzystą stronę ulicy: 

Nieistniejący dziś wiadukt Pancera, łączył się wtedy z czterema domami, które stały niżej, dotykając mariensztackiego rynku. Pozostał z tego tylko dom Nowy Zjazd 1 (...). Nr 3 to był Sąd Grodzki, a 5 – dom profesorów uniwersytetu. Miał nad wejściem sowę i wypisaną cyframi rzymskimi datę budowy. Nr 7 to był dom samobójców. Wszystkie te domy, jak w Wenecji, były, na wysokości trzeciego piętra, połączone mostkami z wiaduktem Pancera. Z tych mostków skakali samobójcy. Najczęściej z numeru 7, bo tam było najwyżej. Śmierć gwarantowana. Na dole była uliczka z kocimi łbami.

### Strona parzysta
- Dom pod numerem 2 został zbudowany około 1890 roku, znajdował się przy rogu ul. Nowy Zjazd i ul. Dobrej. Była to 3-piętrowa kamienica mieszkalna
- 4-piętrowa kamienica pod numerem 4 została wybudowana około 1890 roku
- ostatnia kamienica w tej pierzei, od strony Wisły miała numer 6 i była również 4-piętrowa.

Wszystkie kamienice parzystej strony ulicy zostały spalone i zburzone w czasie powstania warszawskiego (2 sierpnia 1944) i nigdy nie odbudowane. Obecnie na tym terenie znajduje się boisko Zespołu Społecznych Szkół Ogólnokształcących Bednarska.

### Inne obiekty

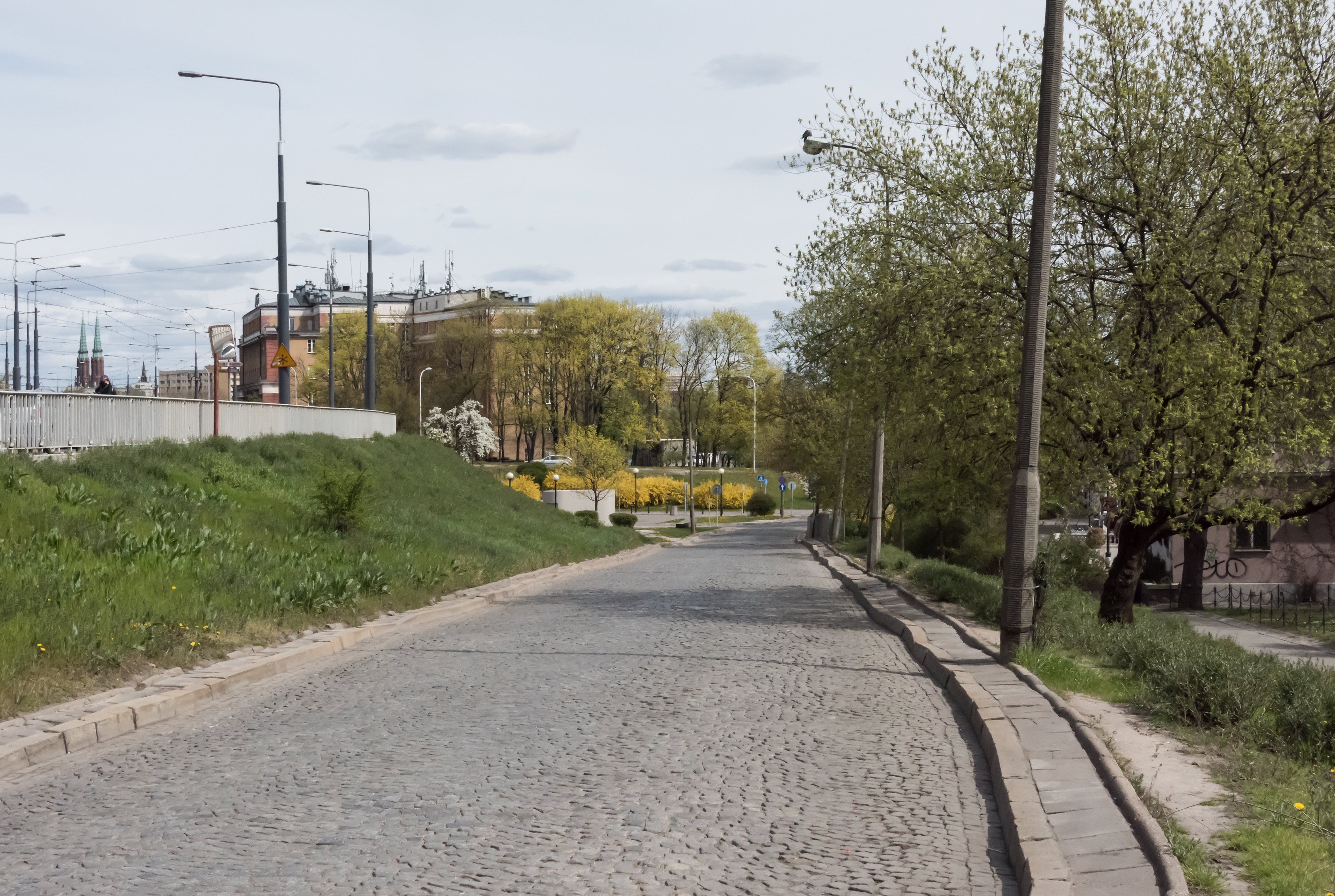
Ulica Nowy Zjazd przy trasie W-Z, widok w kierunku ul. Dobrej

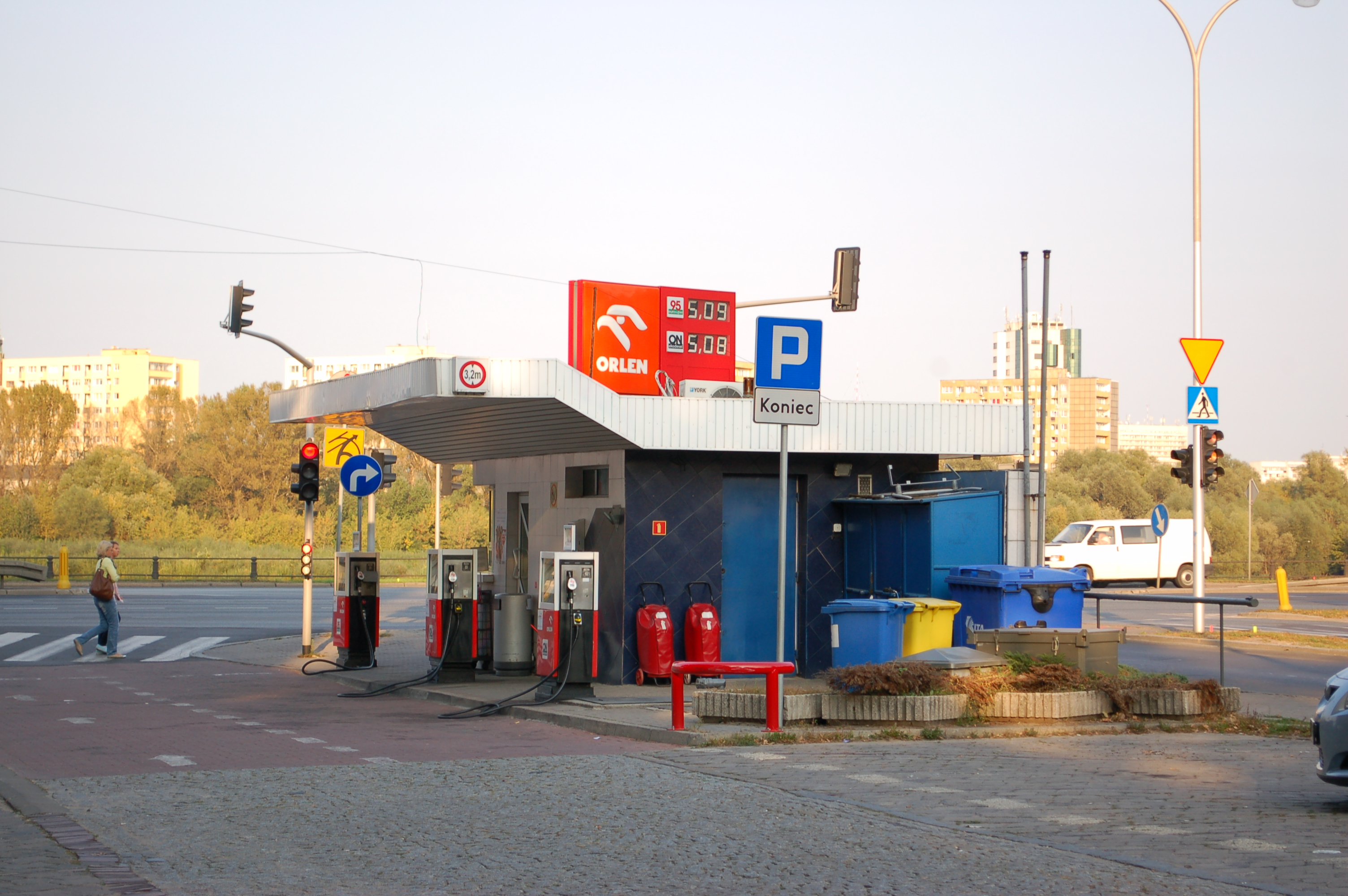
Nieistniejąca obecnie stacja benzynowa na rogu Nowego Zjazdu i Wybrzeża Kościuszkowskiego, 2011

- Nieistniejący pawilon gastronomiczny z oryginalnym i charakterystycznym pagodowym daszkiem altanki, między ulicami Nowy Zjazd i Maryensztadt tuż pod Placem Zamkowym, został wybudowany przed 1873 rokiem. Do 1939 roku była to popularna restauracja, tuż obok znajdował się skład (sklep) maszyn, narzędzi rolniczych i nasion.
- na rogu Wybrzeża Kościuszkowskiego i ślimaka na Most Śląsko-Dąbrowski (przy budynku Nowy Zjazd 1) od lat 50. XX wieku do 31 grudnia 2013 roku działała mała stacja benzynowa PKN Orlen.